# Lázaro de noche
Lázaro de noche (internationaler englischsprachiger Titel Lázaro at Night) ist ein Liebesfilm von Nicolás Pereda. Der Film feierte im Juni 2024 beim Marseille International Film Festival seine Premiere.

## Handlung
Lázaro, Luisa und Francisco haben sich vor einigen Jahren bei einem Künstlerworkshop kennengelernt und sind Freunde geworden. Zwischen ihnen hat sich eine Dreiecksbeziehung entwickelt. Als sie alle drei für eine Rolle im selben Film vorsprechen, führen die unorthodoxen Casting-Methoden des Projektleiters dazu, dass die Freunde und Liebenden ihre Ambitionen und die Rollen, die sie in ihrem täglichen Leben einnehmen, hinterfragen.

## Produktion

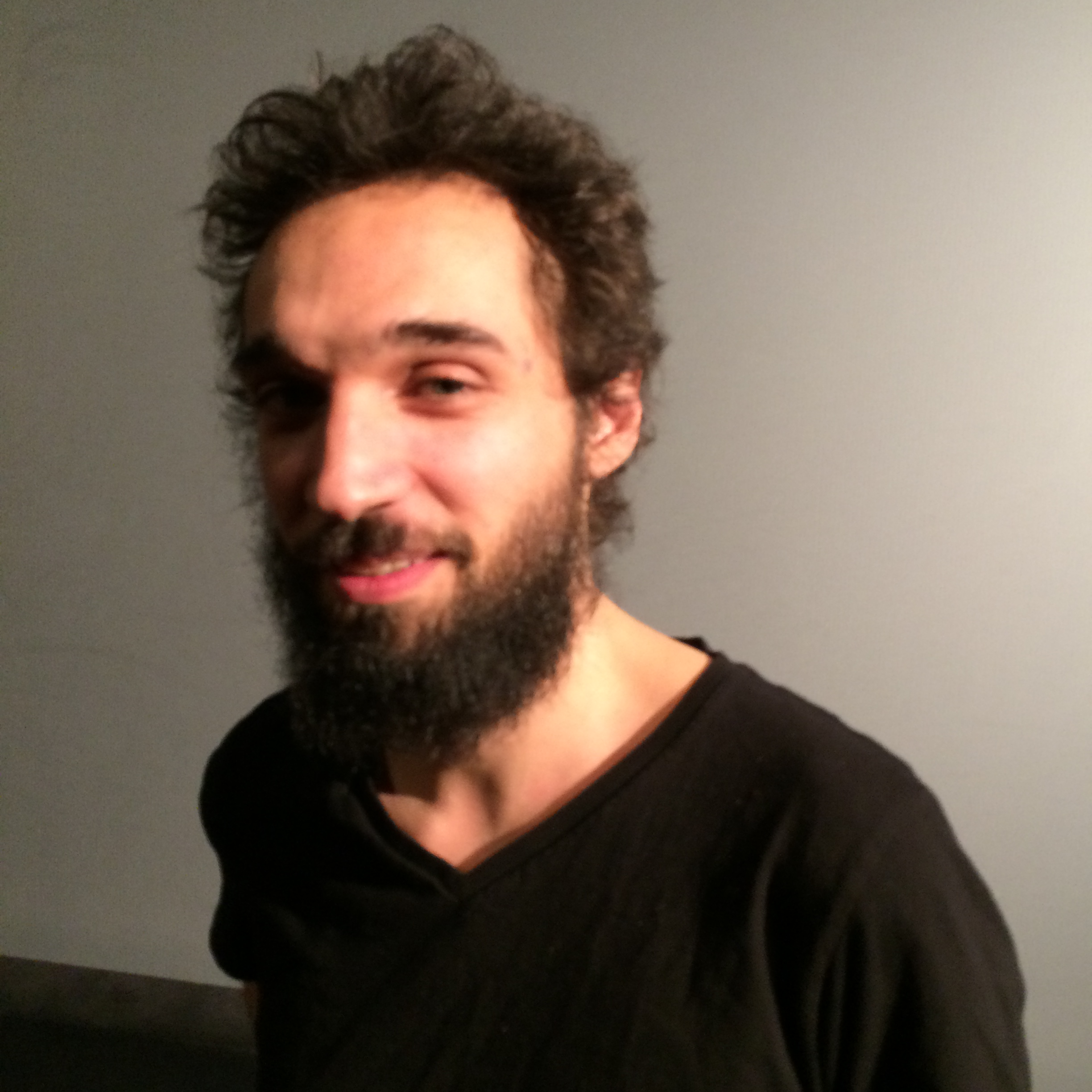
Nicolás Pereda führte Regie, schrieb das Drehbuch und übernahm auch die Kamera und den Filmschnitt

Lázaro de noche ist ein Film des mexikanisch-kanadischen Autorenfilmers Nicolás Pereda. Er führte Regie, schrieb das Drehbuch und übernahm auch die Kamera und den Filmschnitt. Zu seinen früheren Arbeiten zählen der Dokumentarfilm Tales of Two Who Dreamt und die Filmdramen My Skin, Luminous und Fauna.
Gabino Rodríguez spielt in der Titelrolle Lázaro Rodriguez und Teresita Sánchez seine Mutter. Rodriguez und Sánchez spielten bereits in Peredas ersten Filmen Sohn und Mutter. Luisa Pardo, die seine Freundin Luisa spielt, gründete zusammen mit Rodriguez das mexikanische Theaterkollektiv Lagartijas Tiradas al Sol. Francisco Barreiro spielt Francisco, den Dritten in der Runde.
Die Premiere des Films fand am 27. Juni 2024 beim Marseille International Film Festival statt. Anfang September 2024 wurde er beim Toronto International Film Festival und Ende September, Anfang Oktober 2024 beim New York Film Festival vorgestellt. Ende Oktober 2024 wurde er bei der Viennale gezeigt. Ende Juni, Anfang Juli 2025 erfolgten Vorstellungen beim Filmfest München. Im Juli 2025 wird er bei Nowe Horyzonty vorgestellt.

## Auszeichnungen
Morelia Film Festival 2024
- Nominierung im Spielfilmwettbewerb[8]